# Movimiento Nacional Alfonsinista
El Movimiento Nacional Alfonsinista es un partido político argentino de centroizquierda y de ideología alfonsinista y kirchnerista fundado en 2014. El partido es miembro de Unión por la Patria, coalición política de tendencia progresista. Anteriormente, el partido formó parte de las coaliciones Frente para la Victoria en 2015, Unidad Ciudadana en 2017 y el Frente de Todos en 2019. Fue fundado en 2014 por Leopoldo Moreau, Gustavo López (líder del Partido de la Concertación FORJA) y Leandro Santoro (de la agrupación Los Irrompibles).

## Historia
El antecedente inmediato del MNA es el Movimiento para la Democracia Social (MODESO), grupo interno de la Unión Cívica Radical fundado en agosto de 1992 por Leopoldo Moreau y con el apoyo de Raúl Alfonsín, con un fuerte discurso socialdemócrata y reformista y en defensa del estado de bienestar. El concepto de "Democracia Social" como una especie de estatismo y hasta de proteccionismo moderado, alejado tanto de los colectivismos como del liberalismo clásico, había sido propugnado, desde la Unión Cívica Radical del Pueblo de los años '60, por Miguel Ángel Zavala Ortiz. Zavala Ortiz había fallecido un año antes de las elecciones de 1983, pero su pensamiento en materia de economía y de relaciones exteriores tuvo  una gran influencia en el de Alfonsín, tanto en forma directa como a través de dos de sus más estrechos colaboradores, Conrado Storani y Dante Caputo. En el mismo acto se extinguió el Movimiento de Renovación y Cambio, siendo reemplazado por el MODESO.
Tras la muerte de Alfonsín, en diciembre de 2014, argumentando una supuesta derechización en la dirigencia y en el interior del radicalismo, el Movimiento para la Democracia Social, dirigido por Leopoldo Moreau, toma el nombre de Movimiento Nacional Alfonsinista (MNA) promoviendo un "radicalismo popular" que sostuviera los valores y principios socialdemócratas atribuidos por Moreau a Raúl Alfonsín, considerando que la UCR de ese momento ya no sostenía esos ideales.
Posteriormente, en abril de 2015, disconforme con la alianza de la UCR con el PRO, el MNA se escinde de la UCR y se suma al Frente para la Victoria. Esta ruptura de la UCR se materializa mediante un congreso de tres días realizado en Parque Norte en la Ciudad de Buenos Aires. El último día del congreso del MNA es cerrado por la presidenta Cristina Fernández de Kirchner. En esta escisión, Moreau recibió el apoyo de unos pocos dirigentes radicales como Leandro Santoro y Gustavo López, además de su hija Cecilia Moreau. El grueso de los anteriores dirigentes históricos de Renovación y Cambio permanecieron en la Unión Cívica Radical.
En el año 2015, Cristina Fernández de Kirchner nombra a Leandro Santoro del grupo Los Irrompibles Subsecretario para la Reforma Institucional y Fortalecimiento de la Democracia cargo que ocupó hasta diciembre de ese año. Ese mismo año Santoro fue elegido candidato a vicejefe de gobierno Porteño acompañando a Mariano Recalde en las Elecciones de la Ciudad Autónoma de Buenos Aires de 2015 logrando el tercer lugar con el 21,91% (400.522 votos).
En el año 2017, el MNA forma parte de los partidos fundadores de la alianza Unidad Ciudadana, junto al Frente Grande, Partido de la Victoria, Partido Comunista (Congreso Extraordinario), Alianza Compromiso Federal, Kolina, Nuevo Encuentro, Partido Solidario, Unidad Socialista para la Victoria y el Partido de la Concertación FORJA, para competir en las elecciones legislativas de 2017. 
En 2017, Leopoldo Moreau ocupó el octavo lugar en la lista de diputados nacionales del frente Unidad Ciudadana, liderado por Cristina Kirchner, por la Provincia de Buenos Aires, resultando elegido con mandado 2017-2021. Ese mismo año Leandro Santoro fue electo Legislador de la Ciudad Autónoma de Buenos Aires para el mismo periodo.
Actualmente en 2021, Leopoldo Moreau renueva su banca de diputado nacional para el periodo 2021-2025 junto a Leandro Santoro quien también fue electo por el mismo periodo.
Para las Elecciones de la Ciudad Autónoma de Buenos Aires de 2023 el diputado nacional, Leandro Santoro fue elegido candidato a jefe de Gobierno por Unión por la Patria llevando como compañera de fórmula a Bárbara Rossen (directora general de Derechos de Acceso a la Ciudad en la Defensoría del Pueblo) logrando 32,27% (581.450 votos) logrando pasar a  segunda vuelta pero antes del balotaje decide bajarse. En aquella elección entraron 10 legisladores de los 30 de la lista, Alejandro Omar Grillo del MNA entró al estar quinto en la lista.